# Дубки (роз'їзд)
Дубки — роз'їзд Херсонської дирекції Одеської залізниці на лінії Апостолове — Снігурівка між зупинним пунктом 373 км Придніпровської залізниці (4 км) та станцією Високопілля (12 км). Розташований західніше міста Зеленодольськ Дніпропетровської області. За декілька кілометрів у напрямку станції Апостолове проходить межа між Одеською та Придніпровською залізницями.

## Історія
Роз'їзд Дубки відкритий 1969 року на діючій (з 1925 року) залізничній лінії Апостолове — Снігурівка під такою ж назвою.

## Пасажирське сполучення
На роз'їзді Дубки щоденно зупиняються дві пари приміських поїздів:
| Рух приміських поїздів по роз'їзду Дубки |                                 |                          |                                                           |
| №                                        | Маршрут сполучення              | Періодичність курсування | Проміжні станції                                          |
| 6702/6701                                | Херсон — Апостолове             | Щоденно                  | Херсон-Східний, Снігурівка                                |
| 6722/6721                                | Миколаїв-Вантажний — Апостолове | Щоденно                  | Миколаїв-Пас., Копані, Херсон, Херсон-Східний, Снігурівка |